# Сідра (гміна)
Гміна Сідра (пол. Gmina Sidra) — сільська гміна у східній Польщі. Належить до Сокульського повіту Підляського воєводства.
Станом на 31 грудня 2011 у гміні проживало 3705 осіб.

## Територія
Згідно з даними за 2007 рік площа гміни становила 173.96 км², у тому числі:
- орні землі: 76.00%
- ліси: 18.00%

Таким чином, площа гміни становить 8.47% площі повіту.

## Населення
Станом на 31 грудня 2011:
| Опис     | Загалом | Загалом | Чоловіки | Чоловіки | Жінки | Жінки |
| -------- | ------- | ------- | -------- | -------- | ----- | ----- |
| одиниця  | осіб    | %       | осіб     | %        | осіб  | %     |
| все      | 3705    | 100     | 1879     | 50.72    | 1826  | 49.28 |
| міське   | 0       | 100     | 0        |          | 0     |       |
| сільське | 3705    | 100     | 1879     | 50.72    | 1826  | 49.28 |

## Сусідні гміни
Гміна Сідра межує з такими гмінами: Домброва-Білостоцька, Кузьниця, Новий Двур, Сокулка, Янув.